# Anthony J. Naldrett
Anthony James Naldrett (* 23. Juni 1933 in London; † 21. Juni 2020 in England) war ein kanadischer Lagerstättengeologe und Mineraloge.
Naldrett studierte an der Universität Cambridge mit dem Bachelor-Abschluss 1956 und ging dann nach Kanada, wo er 1957 bis 1959 als Geologe bei den Faconbridge Nickel Mines in Sudbury arbeitete. 1959 war er nur noch in Teilzeit dort tätig, da er an der Queen’s University (Kingston) sein Studium fortsetzte mit dem Master-Abschluss 1961 und der Promotion 1964 (über Nickel-Lagerstätten). Als Post-Doktorand war er drei Jahre am Geophysik-Labor der Carnegie Institution in Washington D. C. 1967 wurde er Assistant Professor und 1972 Professor an der University of Toronto. 1984 wurde er University Professor und 1998 wurde er emeritiert.
Er gilt als führender Experte für Lagerstätten der Nickel-Kupfer-Platin Gruppe. Er untersuchte die Tektonik der Lagerstätten, die Petrographie der Begleitgesteine und die chemischen Mechanismen bei ihrer Entstehung (Reaktionen zwischen Sulfid- und Silikatschmelzen, fraktionelle Kristallisation von Sulfid-Schmelzen, Rolle hydrothermaler Flüssigkeiten). Er untersuchte weltweit entsprechende magmatische Sulfidlagerstätten.
Naldrett beriet zahlreiche Bergbauunternehmen weltweit.
1982/83 war er Präsident der Mineralogical Association of Canada, 1991/92 der Society of Economic Geologists, 1998 bis 2002 der International Mineralogical Association (IMA) und 2001/02 Präsident der Geological Society of America.

## Ehrungen
Naldrett war zweifacher Ehrendoktor (Laurentian University 2000, University of Pretoria 2001). 1994 erhielt er die Logan Medal, 1974 die Barlow Medal des Canadian Institute of Mining and Metallurgy und 2002 die Penrose-Goldmedaille der Society of Economic Geologists. Er war Ehrenmitglied der Mineralogical Society of Great Britain and Ireland. 1984 wurde er Fellow der Royal Society of Canada.
Das von Louis Jean Cabri, Andrew M. McDonald, C. J. Stanley, Nikolaja Semenowitscha Rudaschewskogo (engl.: Rudashevsky, russisch Николая Семеновича Рудашевского), G. Poirier, B. R. Durham, J. E. Mungall, V. N. Rudaschewskogo erstbeschriebene und 2004 von der IMA anerkannte Mineral Naldrettit wurde nach ihm benannt.

## Schriften
- Magmatic Sulfide Deposits: Geology, Geochemistry and Exploration, Springer Verlag, 2004. ISBN 3-540-22317-7